# مارگوت بیکل
مارگوت بیکل (به آلمانی: Margot Bickel)، (زادهٔ ۱۹۵۸) شاعر آلمانی، و متخصص الهیات و گفتگودرمانی است. بیکل در جامعه ادبی آلمان شخصیت شناخته شده‌ای محسوب نمی‌شود. وی پس از ازدواج، نام خانوادگی همسرش را برگزیده و در حال حاضر مارگوت برونس (Margot Bruns) نامیده می‌شود. البته او آثار خود را همچنان با نام مارگوت بیکل منتشر می‌کند. در حال حاضر وی در منطقه آلگوی در جنوب آلمان به نوعی روش درمانی (درمان بیماران از طریق ایجاد ارتباط آنان با حیوانات و محیط زیست) اشتغال دارد.

## آثار منتشر شده در ایران
- سکوت سرشار از ناگفته‌هاست، (کتاب و نوار صوتی) ترجمهٔ آزاد و اجرای اشعاری از مارگوت بیکل توسط احمد شاملو و محمد زرین‌بال، موسیقی بابک بیات، نشر ابتکار ۱۳۶۵
- چیدن سپیده دم، (کتاب و نوار صوتی) ترجمهٔ آزاد و اجرای اشعاری از مارگوت بیکل توسط احمد شاملو و محمد زرین‌بال، موسیقی بابک بیات، نشر ابتکار ۱۳۶۵
- عاشقانه‌هایی که من دوست می‌دارم، ترجمه ندا زندیه، انتشارات دارینوش (تهران)، ۱۳۸۲
- فرشته‌ای در کنار توست، ترجمه: ندا زندیه، ویرایش: یغما گلرویی[۳]

همچنین، چند شعر از او در کتاب همچون کوچه‌ئی بی‌انتها (گردآوری و ترجمه احمد شاملو) در سال ۱۳۵۲ چاپ شده‌است.
خط تو رفته

## نمونه اشعار
گاه آنچه که ما را به حقیقت می‌رساند 
خود از آن عاریست! 
زیرا تنها حقیقت است که رهایی می‌بخشد. 